# Coupe de la confédération 2018-2019
Navigation
Édition précédente Édition suivante
La Coupe de la confédération Total 2018-2019 est la 16e édition de la Coupe de la confédération, seconde compétition de football africaine de clubs, mettant aux prises les meilleures formations non qualifiées pour la Ligue des champions de la CAF.
Le principal changement dans la compétition, comme pour la Ligue des champions, est que la compétition se déroulera à cheval sur deux années, de novembre 2018 à juin 2019.
Le vainqueur est le club égyptien du Zamalek SC, qui a battu le RS Berkane dans l'épreuve des tirs au but (5-3) à l'issue du match retour 1-0 et un match aller 0-1. Il se qualifie pour la Supercoupe de la CAF face au vainqueur de la Ligue des champions de la CAF 2018-2019.

## Sponsoring
En juillet 2016, Total a annoncé avoir passé un accord de sponsoring avec la Confédération Africaine de Football (CAF). L’accord vaut pour les huit prochaines années et concernera les dix principales compétitions organisées par la CAF, dont la Coupe de la Confédération de la CAF, qui est désormais baptisée "Coupe de la Confédération de la CAF Total" ou "Coupe de la Confédération Total".

## Participants
- Théoriquement, jusqu'à 56 fédérations membres de la CAF peuvent inscrire une formation en Coupe de la confédération 2018-2019.
- Les 12 pays les mieux classés en fonction du Classement 5-Year de la CAF peuvent inscrire 2 équipes par compétition. Pour la compétition de cette année, la Confédération africaine de football va utiliser Classement 5-Year de la CAF d'entre 2012 et 2017. En conséquence, 56 clubs ont pu entrer dans le tournoi.
- Le vainqueur de l'édition précédente de la Coupe de la Confédération, soit le Raja Casablanca, entre en lice au premier tour.

## Calendrier
Voici le calendrier officiel publié sur le site Internet de la CAF
| Nom                                             | Tirage au sort   | Match aller                                           | Match retour                                 | Nombre de participants |
| ----------------------------------------------- | ---------------- | ----------------------------------------------------- | -------------------------------------------- | ---------------------- |
| Tours de qualification (2018)                   |                  |                                                       |                                              |                        |
| Tour préliminaire                               | 3 novembre 2018  | 27, 28 novembre 2018                                  | 4, 5 décembre 2018                           | 56                     |
| Premier tour                                    | 3 novembre 2018  | 14, 15, 16 décembre 2018                              | 21, 22, 23 décembre 2018                     | 32 (28+5)              |
| Deuxième tour                                   | 28 décembre 2018 | 11, 13 janvier 2019                                   | 18, 20 janvier 2019                          | 30 (30+1)              |
| Phase de groupes (2019)                         |                  |                                                       |                                              |                        |
| Journées 1 et 5 Journées 2 et 6 Journées 3 et 4 | 21 janvier 2019  | 1, 3 février 2019 12, 13 février 2019 24 février 2019 | 3 mars 2019 8, 10 mars 2019 15, 17 mars 2019 | 16                     |
| Phase finale (2019)                             |                  |                                                       |                                              |                        |
| Quarts de finale                                | 20 mars 2019     | 5, 6, 7 avril 2019                                    | 12, 13, 14 avril 2019                        | 8                      |
| Demi-finales                                    | 20 mars 2019     | 26, 27, 28 avril 2019                                 | 3, 4, 5 mai 2019                             | 4                      |
| Finale                                          | 20 mars 2019     | 19 mai 2019                                           | 26 mai 2019                                  | 2                      |

## Tours de qualification

### Tour préliminaire
| Match | Équipe 1             | Résultat | Équipe 2           | Aller | Retour | Tab |
| ----- | -------------------- | -------- | ------------------ | ----- | ------ | --- |
| 1     | Nouakchott King's    | 2 - 2    | Stade d'Abidjan    | 1 - 2 | 1 - 0  | -   |
| 2     | Al Ahly Shendi       | 1 - 1    | AS Nyuki           | 1 - 0 | 0 - 1  | 2-3 |
| 3     | Petro Atlético       | 6 - 0    | Orapa United       | 4 - 0 | 2 - 0  | -   |
| 4     | AS CotonTchad        | 3 - 1    | Gomido FC          | 2 - 0 | 1 - 1  | -   |
| 5     | HUS Agadir           | 4 - 0    | AS GNN             | 4 - 0 | 0 - 0  | -   |
| 6     | Génération Foot      | 1 - 0    | Djoliba AC         | 0 - 0 | 1 - 0  | -   |
| 7     | USM Bel-Abbès        | 4 - 1    | LISCR FC           | 4 - 0 | 0 - 1  | -   |
| 8     | Enugu Rangers        | 5 - 1    | Defence Force SC   | 2 - 0 | 3 - 1  | -   |
| 9     | Salitas FC           | 3 - 3    | Wakriya AC         | 2 - 0 | 1 - 3  | -   |
| 10    | Mtibwa Sugar         | 5 - 0    | Northern Dynamo FC | 4 - 0 | 1 - 0  | -   |
| 11    | Motema Pembe         | 5 - 2    | ASDR Fatima        | 4 - 1 | 1 - 1  | -   |
| 12    | FC San-Pédro         | 2 - 1    | Armed Forces FC    | 1 - 1 | 1 - 0  | -   |
| 13    | Cercle Mbéri Sportif | 1 - 1    | Silver Strikers    | 1 - 0 | 0 - 1  | 4-3 |
| 14    | Kaizer Chiefs FC     | 5 - 2    | Zimamoto FC        | 4 - 0 | 1 - 2  | -   |
| 15    | ASSM Elgeco Plus     | 4 - 1    | CD Unidad Malabo   | 3 - 1 | 1 - 0  | -   |
| 16    | Miracle Club         | 0 - 11   | Al-Ittihad Tripoli | 0 - 8 | 0 - 3  | -   |
| 17    | New Stars            | 4 - 1    | Vital’O FC         | 0 - 0 | 4 - 1  | -   |
| 18    | Kariobangi Sharks    | 9 - 1    | AS Arta/Solar7     | 6 - 1 | 3 - 0  | -   |
| 19    | Asante Kotoko SC     | forfait  | Eding Sport        |       |        |     |
| 20    | Free State Stars     | 0 - 1    | Mukura Victory     | 0 - 0 | 0 - 1  | -   |
| 21    | Green Eagles FC      | 5 - 2    | Young Buffaloes    | 2 - 0 | 3 - 2  | -   |
| 22    | NA Hussein Dey       | 3 - 1    | Diables noirs      | 2 - 0 | 1 - 1  | -   |
| 23    | Green Buffaloes      | 2 - 0    | Al Merreikh Juba   | 2 - 0 | 0 - 0  | -   |

- Asante Kotoko SC qualifié par forfait, la fédération camerounaise n'ayant pas confirmé leur représentant avant la date limite.

### Premier tour
Le vainqueur de la Coupe de la confédération 2018, le Raja Club Athletic, entre au premier tour.
| Match | Équipe 1          | Résultat | Équipe 2             | Aller | Retour | Tab |
| ----- | ----------------- | -------- | -------------------- | ----- | ------ | --- |
| 1     | ES Sahel          | 3 - 1    | Stade d'Abidjan      | 3 - 0 | 0 - 1  | -   |
| 2     | AS Nyuki          | 0 - 2    | Petro Atlético       | 0 - 1 | 0 - 1  | -   |
| 3     | Zamalek SC        | 7 - 2    | AS CotonTchad        | 7 - 0 | 0 - 2  | -   |
| 4     | HUS Agadir        | 2 - 1    | Génération Foot      | 2 - 0 | 0 - 1  | -   |
| 5     | USM Bel-Abbès     | 0 - 2    | Enugu Rangers        | 0 - 0 | 0 - 2  | -   |
| 6     | Al-Masry Club     | 0 - 2    | Salitas FC           | 0 - 2 | 0 - 0  | -   |
| 7     | Kampala CCA       | 5 - 1    | Mtibwa Sugar         | 3 - 0 | 2 - 1  | -   |
| 8     | Motema Pembe      | 1 - 3    | FC San-Pédro         | 1 - 1 | 0 - 2  | -   |
| 9     | Raja CA           | 5 - 1    | Cercle Mbéri Sportif | 5 - 0 | 0 - 1  | -   |
| 10    | Kaizer Chiefs FC  | 6 - 0    | ASSM Elgeco Plus     | 3 - 0 | 3 - 0  | -   |
| 11    | RS Berkane        | 4 - 0    | Al-Ittihad Tripoli   | 3 - 0 | 1 - 0  | -   |
| 12    | Al-Ahly Tripoli   | 1 - 1    | New Stars            | 1 - 1 | 0 - 0  | -   |
| 13    | Kariobangi Sharks | 1 - 2    | Asante Kotoko SC     | 0 - 0 | 1 - 2  | -   |
| 14    | Al Hilal Obayid   | 0 - 0    | Mukura Victory       | 0 - 0 | 0 - 0  | 4-5 |
| 15    | Green Eagles FC   | 1 - 2    | NA Hussein Dey       | 0 - 0 | 1 - 2  | -   |
| 16    | CS Sfaxien        | 4 - 2    | Green Buffaloes      | 4 - 1 | 0 - 1  | -   |

### Second tour
Les 15 perdants au premier tour de la Ligue des champions sont repêchés et affronteront 15 vainqueurs du premier tour de la Coupe de la confédération. Un tirage au sort sera effectué pour déterminer les affiches.
Le vainqueur du premier tour de la Coupe de la confédération avec le meilleur coefficient est directement qualifié pour la phase de poule, il s'agit de l'ES Sahel.
| Match | Équipe 1           | Résultat | Équipe 2         | Aller | Retour | Tab |
| ----- | ------------------ | -------- | ---------------- | ----- | ------ | --- |
| 1     | Gor Mahia FC       | 2 - 1    | New Stars        | 2 - 1 | 0 - 0  | -   |
| 2     | Al Ahly Benghazi   | 2 - 3    | NA Hussein Dey   | 1 - 0 | 1 - 3  | -   |
| 3     | Al Hilal           | 3 - 1    | Mukura Victory   | 3 - 0 | 0 - 1  | -   |
| 4     | Nkana FC           | 3 - 0    | FC San-Pédro     | 3 - 0 | 0 - 0  | -   |
| 5     | Coton Sport        | 3 - 5    | Asante Kotoko SC | 2 - 3 | 1 - 2  | -   |
| 6     | ZESCO United       | 5 - 2    | Kaizer Chiefs    | 3 - 1 | 2 - 1  | -   |
| 7     | Stade malien       | 2 - 3    | Petro Atletico   | 1 - 1 | 1 - 2  | -   |
| 8     | African Stars      | 1 - 2    | Raja CA          | 1 - 1 | 0 - 1  | -   |
| 9     | ASC Jaraaf         | 3 - 5    | RS Berkane       | 2 - 0 | 1 - 5  | -   |
| 10    | Vipers SC          | 0 - 3    | CS Sfaxien       | 0 - 0 | 0 - 3  | -   |
| 11    | IR Tanger          | 1 - 3    | Zamalek SC       | 0 - 0 | 1 - 3  | -   |
| 12    | AS Otohô           | 3 - 2    | Kampala CCA      | 3 - 0 | 0 - 2  | -   |
| 13    | Bantu FC           | 2 - 4    | Enugu Rangers    | 1 - 2 | 1 - 2  | -   |
| 14    | Al Nasr Benghazi   | 2 - 3    | Salitas FC       | 1 - 0 | 1 - 3  | -   |
| 15    | Jimma Aba Jifar FC | 0 - 5    | HUS Agadir       | 0 - 1 | 0 - 4  | -   |

## Phase de poules
Le tirage au sort se déroule au Caire le 21 janvier 2019 à 10:00 GMT.
Légende des classements
- Qualifié pour les quarts de finale

Légende des résultats
- Victoire à domicile
- Match nul
- Victoire à l'extérieur

| Chapeau 1    | Chapeau 1 | Chapeau 2    | Chapeau 2 | Chapeau 3      | Chapeau 3 | Chapeau 4        | Chapeau 4 |
| ------------ | --------- | ------------ | --------- | -------------- | --------- | ---------------- | --------- |
| ES Sahel     | 50.5 pts  | Al Hilal     | 16.5 pts  | Nkana FC       | 1 pts     | Asante Kotoko SC | 0 pts     |
| Zamalek SC C | 30 pts    | CS Sfaxien   | 13 pts    | Enugu Rangers  | 0 pts     | NA Hussein Dey   | 0 pts     |
| ZESCO United | 30 pts    | RS Berkane   | 10 pts    | HUS Agadir     | 0 pts     | AS Otohô         | 0 pts     |
| Raja CA T    | 25 pts    | Gor Mahia FC | 5 pts     | Petro Atlético | 0 pts     | Salitas FC       | 0 pts     |

Notes
T : Tenant du titre

### Groupe A
| Rang | Équipe     | Pts | J | G | N | P | Bp | Bc | Diff |  | Résultats (▼ dom., ► ext.) |     |     |     |     |
| ---- | ---------- | --- | - | - | - | - | -- | -- | ---- |  | -------------------------- | --- | --- | --- | --- |
| 1    | RS Berkane | 11  | 6 | 3 | 2 | 1 | 10 | 5  | +5   |  | RS Berkane                 |     | 2-1 | 0-0 | 3-0 |
| 2    | HUS Agadir | 8   | 6 | 2 | 2 | 2 | 5  | 5  | 0    |  | HUS Agadir                 | 1-0 |     | 1-1 | 2-1 |
| 3    | Raja CA    | 7   | 6 | 1 | 4 | 1 | 7  | 6  | +1   |  | Raja CA                    | 2-4 | 0-0 |     | 0-0 |
| 4    | AS Otohô   | 5   | 6 | 1 | 2 | 3 | 4  | 10 | -6   |  | AS Otohô                   | 1-1 | 1-0 | 1-4 |     |

### Groupe B
| Rang | Équipe        | Pts | J | G | N | P | Bp | Bc | Diff |  | Résultats (▼ dom., ► ext.) |     |     |     |     |
| ---- | ------------- | --- | - | - | - | - | -- | -- | ---- |  | -------------------------- | --- | --- | --- | --- |
| 1    | CS Sfaxien    | 12  | 6 | 3 | 3 | 0 | 5  | 2  | +3   |  | CS Sfaxien                 |     | 2-1 | 1-1 | 0-0 |
| 2    | ES Sahel      | 10  | 6 | 3 | 1 | 2 | 6  | 4  | +2   |  | ES Sahel                   | 0-1 |     | 2-1 | 1-0 |
| 3    | Enugu Rangers | 5   | 6 | 1 | 2 | 3 | 3  | 5  | -2   |  | Enugu Rangers              | 0-1 | 0-2 |     | 2-0 |
| 4    | Salitas FC    | 4   | 6 | 0 | 4 | 2 | 1  | 4  | -3   |  | Salitas FC                 | 0-0 | 0-0 | 1-1 |     |

### Groupe C
| Rang | Équipe           | Pts | J | G | N | P | Bp | Bc | Diff |  | Résultats (▼ dom., ► ext.) |     |     |     |     |
| ---- | ---------------- | --- | - | - | - | - | -- | -- | ---- |  | -------------------------- | --- | --- | --- | --- |
| 1    | Al Hilal         | 11  | 6 | 3 | 2 | 1 | 11 | 6  | +5   |  | Al Hilal                   |     | 1-0 | 4-1 | 3-1 |
| 2    | Nkana FC         | 9   | 6 | 3 | 0 | 3 | 9  | 11 | -2   |  | Nkana FC                   | 2-1 | 3-1 |     | 3-0 |
| 3    | Asante Kotoko SC | 7   | 6 | 2 | 1 | 3 | 8  | 8  | 0    |  | Asante Kotoko SC           | 1-1 |     | 3-0 | 2-1 |
| 4    | ZESCO United     | 7   | 6 | 2 | 1 | 3 | 7  | 10 | -3   |  | ZESCO United               | 1-1 | 2-1 | 2-0 |     |

### Groupe D
| Rang | Équipe         | Pts | J | G | N | P | Bp | Bc | Diff |  | Résultats (▼ dom., ► ext.) |     |     |     |     |
| ---- | -------------- | --- | - | - | - | - | -- | -- | ---- |  | -------------------------- | --- | --- | --- | --- |
| 1    | Zamalek SC     | 9   | 6 | 2 | 3 | 1 | 9  | 6  | +3   |  | Zamalek SC                 |     | 4-0 | 1-1 | 1-1 |
| 2    | Gor Mahia FC   | 9   | 6 | 3 | 0 | 3 | 8  | 9  | -1   |  | Gor Mahia FC               | 4-2 |     | 2-0 | 1-0 |
| 3    | NA Hussein Dey | 8   | 6 | 2 | 2 | 2 | 4  | 6  | -2   |  | NA Hussein Dey             | 0-0 | 1-0 |     | 2-1 |
| 4    | Petro Atlético | 7   | 6 | 2 | 1 | 3 | 6  | 6  | 0    |  | Petro Atlético             | 0-1 | 2-1 | 2-0 |     |

## Phase finale

### Qualification et tirage au sort
Les quatre premiers et les quatre deuxièmes de chaque groupe participent à 
la phase finale, qui débute par les quarts de finale. En cas d'égalité entre deux ou plusieurs équipes, le classement est déterminé d'abord par la différence de points particulière entre les équipes à égalité puis la différence de buts particulière. Les premiers sont têtes de série et reçoivent pour le match retour contrairement aux deuxièmes.
| Groupe | 1er de groupe – Tête de série | 2e de groupe – Non-tête de série |
| ------ | ----------------------------- | -------------------------------- |
| A      | RS Berkane                    | HUS Agadir                       |
| B      | CS Sfaxien                    | ES Sahel                         |
| C      | Al Hilal                      | Nkana FC                         |
| D      | Zamalek SC                    | Gor Mahia FC                     |

### Quart de finale
| Équipe       | Aller | Total | Retour | Équipe     |
| ------------ | ----- | ----- | ------ | ---------- |
| Nkana FC     | 2 - 1 | 2 - 3 | 0 - 2  | CS Sfaxien |
| ES Sahel     | 3 - 1 | 5 - 2 | 2 - 1  | Al Hilal   |
| HUS Agadir   | 0 - 0 | 0 - 1 | 0 - 1  | Zamalek SC |
| Gor Mahia FC | 0 - 2 | 1 - 7 | 1 - 5  | RS Berkane |

### Demi-finales
| Équipe     | Aller | Total | Retour | Équipe     |
| ---------- | ----- | ----- | ------ | ---------- |
| CS Sfaxien | 2 - 0 | 2 - 3 | 0 - 3  | RS Berkane |
| Zamalek SC | 1 - 0 | 1 - 0 | 0 - 0  | ES Sahel   |

### Finale
| Équipe     | Aller | Total           | Retour | Équipe     |
| ---------- | ----- | --------------- | ------ | ---------- |
| RS Berkane | 1 - 0 | 1 – 1 (3-5 tab) | 0 - 1  | Zamalek SC |

## Vainqueur
| Coupe de la confédération Vainqueur 2019 |
| ---------------------------------------- |
| Zamalek SC Premier titre                 |